# Liste der österreichischen Gesandten in Sardinien-Piemont
Liste der österreichischen Gesandten im Königreich Sardinien.
Das Königreich Sardinien war 1720 entstanden. Sein Festlandteil wurde 1798 von Frankreich annektiert. Durch den Wiener Kongress und 1859 wurde es ausgedehnt. Ab 1861 firmierte es als Königreich Italien. Mit Sardinien nahmen die Herrscher Österreichs 1705 diplomatische Beziehungen auf.
Franz Joseph reiste Anfang Februar 1857 durch die Lombardei. In der Presse des Königreich Sardinien wurde die Reise mit Schmähungen begleitet, die Legalität der österreichischen Herrschaft über die Lombardei in Zweifel gezogen und zum Aufstand gegen Österreich aufgerufen. Der österreichische Geschäftsträger in Turin Ludwig von Paar beschwerte sich bei Camillo Benso von Cavour über die Passivität der Zensur.

## Gesandte
1705: Aufnahme diplomatischer Beziehungen
| Ernannt / Akkreditiert | Name                                            | Bemerkungen | ernannt während der Regierung von | akkreditiert während der Amtszeit von | Posten verlassen |
| ---------------------- | ----------------------------------------------- | --- | --------------------------------- | ------------------------------------- | ---------------- |
| 20. Apr. 1726          | Friedrich August von Harrach-Rohrau             | in Turin | Karl VI.                          | Viktor Amadeus II.                    | 1. Juli 1727     |
| 1. Juli 1727           | –                                               | | Karl VI.                          | Viktor Amadeus II.                    | 20. Mai 1730     |
| 20. Mai 1730           | Viktor von Philippi                             | [ 2 ] | Karl VI.                          | Viktor Amadeus II.                    | 14. Okt. 1733    |
| 14. Okt. 1733          | –                                               | | Karl VI.                          | Karl Emanuel III.                     | 24. März 1741    |
| 24. März 1741          | Ferdinand Ludwig von der Schulenburg-Oeynhausen | [ 3 ] | Maria Theresia                    | Karl Emanuel III.                     | 22. Feb. 1742    |
| 22. Feb. 1742          | Ferdinand Marchese de Bartholomei               | | Maria Theresia                    | Karl Emanuel III.                     | 2. Juni 1742     |
| 30. Juni 1742          | Wenzel Anton Kaunitz                            | | Maria Theresia                    | Karl Emanuel III.                     | 3. März 1744     |
| 5. März 1744           | Heinrich Hyacinth von Naye und Richecourt       | | Maria Theresia                    | Karl Emanuel III.                     | 17. März 1749    |
| 1749                   | Adeodat Joseph Philipp du Beyne de Malechamp    | Gesandter (* 1717; † 1803)                                                                                      | Maria Theresia                    | Karl Emanuel III.                     |                  |
| 17. Apr. 1750          | Anton Theodor von Colloredo-Wallsee             | | Maria Theresia                    | Karl Emanuel III.                     | 17. Feb. 1751    |
| 3. Apr. 1751           | Adeodat Joseph Philipp du Beyne de Malechamp    | Gesandter | Maria Theresia                    | Karl Emanuel III.                     | 6. Mai 1753      |
| 11. Feb. 1754          | Georg Barré                                     | Gesandter | Maria Theresia                    | Karl Emanuel III.                     | 18. Dez. 1760    |
| 14. Juni 1754          | Florimond Claude von Mercy-Argenteau            | | Maria Theresia                    | Karl Emanuel III.                     | 18. Dez. 1760    |
| 18. Dez. 1760          | –                                               | | Maria Theresia                    | Karl Emanuel III.                     | 26. Nov. 1762    |
| 26. Nov. 1762          | Johann Sigismund von Khevenhüller-Metsch        | | Maria Theresia                    | Karl Emanuel III.                     | 11. Juni 1771    |
| 20. Nov. 1775          | Philipp von Welsperg-Raitenau                   | | Maria Theresia                    | Viktor Amadeus III.                   |                  |
| 1775                   | Anton Henriquez de Ben                          | Gesandter | Maria Theresia                    | Viktor Amadeus III.                   |                  |
| 26. Aug. 1776          | Anton Franz Lamberg-Sprintzenstein              | (* 1740; † 1822)                                                                                                | Maria Theresia                    | Viktor Amadeus III.                   | 5. März 1778     |
| 1778                   | Anton Henriquez de Ben                          | Gesandter | Maria Theresia                    | Viktor Amadeus III.                   |                  |
| 30. Juni 1780          | Karl von Breuner-Enckevoirth                    | (* 30. Juli 1740 in Neuhäusl; † 17. Juli 1796 in Venedig)                                                       | Maria Theresia                    | Viktor Amadeus III.                   | 4. Aug. 1784     |
| 14. Nov. 1784          | Maurizio Marchese di Gherardini                 | | Maria Theresia                    | Viktor Amadeus III.                   | 24. März 1797    |
| 25. Mai 1797           | Theodor de Lellis                               | Gesandter | Franz II.                         | Karl Emanuel IV.                      | 18. März 1800    |
| 18. März 1800          | –                                               | | Franz II.                         | Karl Emanuel IV.                      | 10. Dez. 1814    |
| 10. Dez. 1814          | Adam Albert von Neipperg                        | | Franz II.                         | Viktor Emanuel I.                     | 3. Juni 1815     |
| 3. Juni 1815           | Ludwig von Starhemberg                          | | Franz II.                         | Viktor Emanuel I.                     | 27. Juni 1820    |
| 27. Juni 1820          | Franz Binder von Krieglstein                    | | Franz II.                         | Viktor Emanuel I.                     | 16. Juli 1823    |
| 16. Juli 1823          | Rudolf von Lützow                               | (* 1780; † 1858)                                                                                                | Franz II.                         | Karl Felix                            | 2. Jan. 1826     |
| 2. Jan. 1826           | Ludwig Senfft von Pilsach                       | [ 4 ] | Franz II.                         | Karl Felix                            | 12. Feb. 1831    |
| 4. Mai 1831            | Heinrich Franz von Bombelles                    | | Franz II.                         | Karl Albert                           | 30. Aug. 1835    |
| 30. Aug. 1835          | Lazar Ferdinand von Brunetti                    | | Ferdinand I.                      | Karl Albert                           | 2. Aug. 1838     |
| 4. Aug. 1838           | Felix zu Schwarzenberg                          | [ 5 ] | Ferdinand I.                      | Karl Albert                           | 10. Dez. 1843    |
| 1843                   | Friedrich Franz von Thun und Hohenstein         | Gesandter (* 1810; † 1881)                                                                                      | Ferdinand I.                      | Karl Albert                           |                  |
| 31. Aug. 1844          | Karl Ferdinand von Buol-Schauenstein            | in Turin | Ferdinand I.                      | Karl Albert                           | 24. März 1848    |
| 24. März 1848          | Unterbrechung der Beziehungen                   | in Turin | Franz Joseph I.                   | Karl Albert                           | 15. Okt. 1849    |
| 15. Okt. 1849          | Rudolf Apponyi von Nagy-Appony                  | (* 1812; † 1876)                                                                                                | Franz Joseph I.                   | Viktor Emanuel II.                    | 10. Dez. 1843    |
| 10. Dez. 1853          | Ludwig von Paar                                 | Gesandter, Geschäftsträger (* 1817; † 1893) Ende der Beziehungen infolge Abreise von Ludwig von Paar aus Turin. | Franz Joseph I.                   | Viktor Emanuel II.                    | 28. März 1857    |

1857: Abbruch der Beziehungen